# ENIGMA2000
ENIGMA2000 (Європейська асоціація стеження та збору інформації про номерні радіостанції) — інтернет-група радіолюбителів-дослідників, заснована у Великій Британії, метою якої є об'єднання слухачів та ентузіастів, які відстежують та збирають інформацію про «номерні радіостанції» та інші пов'язані з цим радіопередачі. За допомогою групи дослідники можуть ділитися своїми журналами, обговорювати частоти та думки з цього питання.

## Видання
ENIGMA 2000 випускає щомісячний інформаційний бюлетень з детальною інформацією про частоти поточних станцій та надає якісну інформацію про теми, які зазвичай не доступні у популярних публікаціях.